# Humanitární organizace
Humanitární organizace mají za úkol zlepšovat úroveň života a zdraví obyvatel, jak České republiky, tak ostatních zemí, které potřebují humanitární pomoc. Slovo humanitární znamená „pomáhající lidem kdekoli, bez ohledu na národní a politické poměry“.
Některé humanitární organizace vznikly na začátku druhé poloviny 20. století, například humanitární organizace ADRA vznikla roku 1986. Cílem krátkodobých projektů je zajistit lidem základní životní potřeby (jídlo, pití, přístřeší apod.). Cílem dlouhodobých projektů je zajistit postiženým lidem a oblastem jejich životní úroveň. Humanitární pomoci jsou sponzorovány jak dobrovolnými příspěvky, tak příspěvky od sponzorů.

## Humanitární organizace působící v Česku
V Česku vznikla humanitární organizace ADRA v roce 1992, byla založena Rudolfem Reitzem. Další známou humanitární organizací je Člověk v tísni.